# Mein Name ist Hase (Fernsehserie)
Mein Name ist Hase (auch Die große bunte Bunny Schau) ist eine deutschsprachige Kompilations-Zeichentrickserie, in der alte US-amerikanische Cartoons aus den Jahren 1938 bis 1980 gezeigt werden. Die enthaltenen Cartoons stammen überwiegend aus den Looney-Tunes- und Merrie-Melodies-Kurzfilmreihen von Warner Bros., zu deren Hauptfiguren auch Bugs Bunny und Daffy Duck zählen. Ebenfalls zu sehen sind Cartoons mit den Elstern Heckle und Jeckle sowie dem Maus-und-Katz-Gespann Little Roquefort und Percy aus dem Animationsstudio Terrytoons, Blast-Off-Buzzard-Cartoons, ein Segment der Fernsehserie CB Bears von Hanna-Barbera Productions sowie einige wenige Cartoons von Famous Studios aus den Reihen Noveltoons, Casper the Friendly Ghost und Screen Songs. Die Erstausstrahlung der Serie erfolgte am 8. Februar 1983 im ZDF. Eine ähnliche Serie gibt es, mit neuer Synchronisation, unter dem Titel Bugs Bunny und Looney Tunes zu sehen.

## Gestaltung
Die einzelnen Folgen der Serie bestehen aus meist vier Cartoons, die durch Zwischensequenzen miteinander verbunden sowie von einer Einleitungs- und einer Schlusssequenz umgeben sind. Zu Beginn jeder Folge erscheint Bugs Bunny, der die Zuschauer begrüßt und viel Spaß wünscht. Darauf folgt eine Sequenz in einer Garderobe, in der sich Daffy Duck und Bugs Bunny auf die Show vorbereiten und ein paar Worte miteinander wechseln. Anschließend betreten die beiden die Bühne, auf der sie die Zuschauer mit einem Song herzlich dazu einladen, die Show zu genießen. Es folgen die Cartoons, getrennt durch die Zwischensequenzen. Am Ende einer jeden Folge verabschieden Bugs Bunny und Daffy Duck die Zuschauer mit einem Klavierstück.
Für die Sequenzen, die die Cartoons verbinden und umgeben, wurde Bildmaterial aus dem US-amerikanischen Original und Pendant der Fernsehserie The Bugs Bunny Show sowie aus verschiedenen Bugs Bunny Specials herangezogen. Aus The Bugs Bunny Show etwa stammt die Begrüßungs-Sequenz, in der Bugs Bunny erscheint und Karotte kaut sowie auch die Bühnen-Sequenz, die in der deutschen Version den Titelsong Das ist die große bunte Bunny Schau von Orchester und Chor Quirin Amper Jr. hören lässt und die ursprünglich durch den Cartoon Einmal ein Star sein (Originaltitel: Show Biz Bugs) inspiriert wurde. Die Szene in der Garderobe, in der Daffy Duck und Bugs Bunny einen stets unterschiedlichen Dialog führen und die Klavier-Szenen, zu denen auch die Schlusssequenz gehört, wurden dem TV-Special Bugs Bunnys Konzert der Tiere (Originaltitel: Carnival of the Animals) entnommen. Die ebenfalls häufig gezeigte Szene, in der Bugs Bunny unter einem Baum liegt und eine Ansage tätigt, entstammt dem TV-Special Bugs Bunny’s Bustin’ Out All Over.
Bei späteren Ausstrahlungen auf den Privatsendern ProSieben, Kabel eins und Sat.1 sowie auch auf dem Pay-TV-Sender Junior von Premiere entfielen die Begrüßungs- und Garderoben-Sequenzen, sodass die Folgen direkt mit Bugs Bunnys und Daffy Ducks Bühnenauftritt starteten. Auch wurde die Schlusssequenz durch eine ähnliche ersetzt und die Zusammenstellung der Cartoons teils abgeändert. Spätere Wiederholungen dieser Folgen wurden erstmals auch mit Titeln versehen. Zudem fügte Sat.1 den 98 ProSieben-Folgen fünf weitere hinzu, die jedoch ausschließlich aus schon zuvor gezeigten Cartoons bestehen.
Für die Originalversion der Serie übernahm Linde Heidenreich den Schnitt. Die musikalische Aufbereitung erfolgte durch Fred Strittmatter, Quirin Amper Jr., Jiří Kanzelsberger und andere. Die Redaktion verantwortete Gert Mechoff.
Zu den bekannten, in der Serie auftretenden Figuren aus den Looney-Tunes- und Merrie-Melodies-Kurzfilmreihen, gehören neben Bugs Bunny und Daffy Duck auch Elmer Fudd, Sylvester und Tweety, Foghorn Leghorn, Yosemite Sam, Pepé le Pew, Wile E. Coyote (nur die fünf Cartoons mit Bugs Bunny), Taz (alle fünf klassischen Cartoons), Marvin der Marsmensch und Schweinchen Dick, wobei letzteres nur in dem in Folge 16 gezeigten TV-Special Bugs Bunny am Hofe König Arthurs (Originaltitel: A Connecticut Rabbit in King Arthur’s Court) zu sehen ist. Zu Beginn jeder Folge, während der Bühnen-Sequenz, erscheint zudem auch Speedy Gonzales, obwohl dieser über die gesamte Serie hinweg keinen Auftritt hat.

## Synchronisation
| Rolle            | Sprecher                        |
| ---------------- | ------------------------------- |
| Bugs Bunny       | Gerd Vespermann                 |
| Daffy Duck       | Dieter Kursawe Erich Ebert      |
| Elmer Fudd       | Kurt Zips                       |
| Sylvester        | Toni Herbert                    |
| Tweety           | Angelika Pawlowski              |
| Foghorn Leghorn  | Herbert Weicker                 |
| Yosemite Sam     | Walter Reichelt Klaus W. Krause |
| Wile E. Coyote   | Fred Maire                      |
| Taz              | Willi Röbke                     |
| Schweinchen Dick | Michael Habeck                  |

## Folgen
Die Folgentitel entsprechen der Fassungen auf ProSieben, Sat.1, Kabel eins und Junior. Die ursprüngliche Fassung im ZDF hatte keine Folgentitel und enthielt teilweise andere Cartoons. Die dort veröffentlichten Cartoons The Wabbit Who Came to Supper, The Big Snooze, Hare Conditioned, The Unruly Hare, Racketeer Rabbit, Hare Force, Gorilla My Dreams, Fresh Hare, Rhapsody Rabbit, Jack-Wabbit and the Beanstalk, Acrobatty Bunny, Hiawatha’s Rabbit Hunt und Rabbit Transit wurden nie in den Fassungen der Privatsender gezeigt. Der älteste gelistete Cartoon ist The Night Watchman von 1938. Als jüngster Cartoon ist Portrait of the Artist as a Young Bunny aus dem TV-Special Bugs Bunny’s Bustin’ Out All Over von 1980 gelistet.
| Nr. | Deutscher Titel                          | Enthaltene Cartoons |
| --- | ---------------------------------------- | --- |
| 1   | Von Teufeln und Heinzelmännchen          | Bedevilled Rabbit, Yankee Dood It, One Froggy Evening, All a Bir-r-r-d |
| 2   | Falsches Spiel mit der Konkurrenz        | The Windblown Hare, Don’t Give Up the Sheep, Cousin Snakey Is a Groove (Blast-Off Buzzard), (The Leghorn Blows at Midnight) später durch The Abominable Snow Rabbit ersetzt                                    |
| 3   | Narren unter sich                        | Knighty Knight Bugs, The Bee-Deviled Bruin, A Bird in a Guilty Cage, Wideo Wabbit |
| 4   | Auf zur Jagd!                            | My Bunny Lies over the Sea, The Hole Idea, Lovelorn Leghorn, Mutiny on the Bunny (There Auto Be a Law) |
| 5   | Mäuse und Moneten                        | The Million Hare, Hippety Hopper, The Mouse That Jack Built, Raw! Raw! Rooster! |
| 6   | Guten Appetit!                           | False Hare, Who’s Kitten Who?, Sock a Doodle Do, Mad as a Mars Hare |
| 7   | Essen und gefressen werden               | French Rarebit, Swallow the Leader, Go Fly a Kit, Bad Ol’ Putty Tat |
| 8   | Höllenangst                              | Devil’s Feud Cake, Each Dawn I Crow, Holiday for Drumsticks, Knights Must Fall |
| 9   | Jagd-Gründe                              | Person to Bunny, The Oily American, A Fractured Leghorn, 14 Carrot Rabbit |
| 10  | Neues aus der Technik                    | Compressed Hare, Steal Wool, Buzzard, You’re a Turkey (Blast-Off Buzzard), Satisfied Customers (Heckle und Jeckle) (Goldimouse and the Three Cats)                                                             |
| 11  | Wer glaubt schon an den Storch           | (Mouse Wreckers), The Bugs Bunny Mother’s Day Special (TV-Special) |
| 12  | Attacke!                                 | Bunker Hill Bunny, Two’s a Crowd, The Night Watchman (stattdessen auch For Scent-imental Reasons), Barbary-Coast Bunny                                                                                         |
| 13  | Dummheit tonnenweise                     | (Bully for Bugs, Henhouse Henery, A Waggily Tale, No Parking Hare) |
| 14  | Ziemlich seltene Fälle                   | High Diving Hare, Bear Feat, A Mouse Divided, Little Boy Boo |
| 15  | Leichte Beute                            | Rabbit’s Feat, All Fowled Up, The Stupor Salesman, Captain Hareblower |
| 16  | Am Hofe König Arthurs                    | A Connecticut Rabbit in King Arthur’s Court (TV-Special) |
| 17  | Es folgt die Sportschau                  | Bunny Hugged, Satan’s Waitin’, Wise Quackers, Big House Bunny |
| 18  | Von Freunden und Feinden                 | Upswept Hare, Feed the Kitty, Heir-Conditioned, The Unmentionables |
| 19  | Manche mögens heiss                      | Rabbit Every Monday, A Bone for a Bone, Stooge for a Mouse, Ducking the Devil |
| 20  | Es war einmal zur Weihnachtszeit         | Bonanza Bunny, Hector’s Hectic Life (Noveltoons), Rabbit Stew and Rabbits Too!, Gift Wrapped |
| 21  | Konzert der Tiere                        | Carnival of the Animals (TV-Special), High Note |
| 22  | Tatendrang macht lebensfroh              | The Grey Hounded Hare, Dough Ray Me-ow, The Cats Bah, Muscle Tussle |
| 23  | Erst ruft der Räuber, dann der Berg      | Rabbit’s Kin, Cat’s Paw, Hard Headed Hard Hat (Blast-Off Buzzard) (Hard Hounded Hard West (Blast-Off Buzzard)), Ali Baba Bunny später durch Mouse & Garden (Little Roquefort) ersetzt                          |
| 24  | Eigener Herd ist Goldes wert             | Homeless Hare, By Word of Mouse, Heaven Scent, Strangled Eggs |
| 25  | Reisen bildet                            | Hare Lift, A Pizza Tweety-Pie, Duck Amuck, Hare We Go |
| 26  | Bei Gold hört der Spass auf              | Bewitched Bunny, Birds of a Father, A Ham in a Role, Golden Yeggs |
| 27  | Das Gute siegt doch ab und zu            | Bugsy and Mugsy, Kit for Cat, Rocket-Bye Baby, Little Beau Pepé |
| 28  | Heute angesagt, Die wilde Jagd           | Roman Legion-Hare, There Auto Be a Law (Mutiny on the Bunny), Scent-imental Romeo, Red Riding Hoodwinked |
| 29  | Alles was Recht ist                      | The Fair Haired Hare, Cheese Chasers, Mouse and Garden, Daffy Dilly |
| 30  | Auf der Jagd nach kleinen Tieren         | Robot Rabbit, Punch Trunk, Kiss Me Cat, Sandy Claws |
| 31  | Nicht immer lacht das Glück im Haus      | Oily Hare, Cheese It, the Cat!, Canned Feud, Weasel Stop |
| 32  | Nichtstun verhindert Unheil              | Hillbilly Hare, Tree for Two, Three Little Bops, Plop Goes the Weasel |
| 33  | Schlag auf Schlag                        | Portrait of the Artist as a Young Bunny aus dem TV-Special Bugs Bunny’s Bustin’ Out All Over, Pizzicato Pussycat, Mice Follies, Too Hop to Handle                                                              |
| 34  | Unter fremden Dächern                    | Hare Trimmed, I Gopher You, Hoppy-Go-Lucky, Design for Leaving |
| 35  | Lust auf fremde Federn                   | The Iceman Ducketh, Tweety’s S.O.S., You Were Never Duckier |
| 36  | Gegensätze ziehen sich an                | Prince Violent, To Itch His Own, Cat Feud, Home, Tweet Home |
| 37  | Hoch hinaus                              | Napoleon Bunny-Part, Goo Goo Goliath, Dog Pounded, Bugs’ Bonnets |
| 38  | Wo die Liebe hinfällt                    | Devil May Hare, Pests for Guests, Past Perfumance, Mother Was a Rooster |
| 39  | Not macht erfinderisch                   | Pre-Hysterical Hare, The Honey-Mousers, Bartholomew Versus the Wheel, Canary Row |
| 40  | Artgenossen unter sich                   | Hurdy-Gurdy Hare, Feline Frame-Up, A Fox in a Fix, Trick or Tweet |
| 41  | Neues auf dem Speiseplan                 | Which Is Witch, Sheep Ahoy, Tweet and Sour, Now, Hare This |
| 42  | Heiterkeit mit Eitelkeit                 | Baton Bunny, Mouse-Taken Identity, Of Rice and Hen, His Bitter Half |
| 43  | Tempo Tempo                              | Hare-Breadth Hurry, It’s Hummer Time, Mouse-Warming, Fox-Terror |
| 44  | Geisterstündchen                         | (A-Lad-in His Lamp, I Was a Teenage Thumb, Little Red Rodent Hood, Feather Dusted) |
| 45  | Finstere Zeiten                          | Baby Buggy Bunny, The Mouse on 57th Street, Ready, Woolen and Able, Mouse Mazurka |
| 46  | Väter und Söhne                          | Backwoods Bunny, Cats A-Weigh!, The Foghorn Leghorn, Dumb Patrol |
| 47  | Verwechslungsspiele                      | Duck! Rabbit, Duck!, No Barking, Boyhood Daze, Stupor Duck |
| 48  | Liebeszauber                             | Hare Splitter, Hearts and Flowers, Buzzards and Snakes (Blast-Off Buzzard), Honey’s Money, The Super Snooper                                                                                                   |
| 49  | Gut dressiert ist halb marschiert        | Forward March Hare, Chow Hound, Double or Mutton, The Dixie Fryer |
| 50  | Zwingende Argumente                      | (The Hasty Hare, The Hypo-Chondri-Cat, Dog Gone People, The Slick Chick) |
| 51  | Spiegelfechtereien                       | Broom-Stick Bunny, Playful Puss (Little Roquefort), Wild Over You, What’s Up Doc? |
| 52  | Wasserfälle                              | Wet Hare, Tugboat Granny, Ho, Ho, Ho, It’s the Buzzard’s Birthday (Blast-Off Buzzard), Crockett-Doodle-Do |
| 53  | Wiedersehen mit lieben Feinden           | Sahara Hare, Martian Through Georgia, The Turn-Tale Wolf, Feather Bluster |
| 54  | Schusswechsel                            | Southern Fried Rabbit, What’s My Lion?, Good Noose, Hawaiian Aye Aye |
| 55  | Vom Winde verweht                        | (Bushy Hare, Caveman Inki, Unnatural History, Lighthouse Mouse) |
| 56  | Abrakadabra                              | Transylvania 6-5000, A Haunting We Will Go (Casper the Friendly Ghost), Boos in the Nite (Screen Songs), Dr. Jerkyl′s Hide                                                                                     |
| 57  | Schneehasen und kalte Ente               | (Half-Fare Hare, Taming the Cat (Heckle und Jeckle), Winter Draws On (Screen Songs), Odor of the Day) |
| 58  | Von Leckerbissen und Hindernissen        | Rabbit Hood, Lumber Jerks, Wild Wife, Claws in the Lease |
| 59  | Auf sie mit Gebrüll                      | (Mississippi Hare, Ups an’ Downs Derby (Noveltoons), The Slap-Hoppy Mouse, Gone Batty) |
| 60  | Bildungslücken                           | (Yankee Doodle Bugs, Happy Go Lucky (Heckle und Jeckle), Trip for Tat, Quack Shot) |
| 61  | Im Scheinwerferlicht                     | (Hare Do, Kiddin’ the Kitten, Campus Capers (Noveltoons), Ain’t She Tweet) |
| 62  | Streithasen und Zauberenten              | Rabbit Fire, Cat Happy (Little Roquefort), First Class Buzzard (Blast-Off Buzzard), Greedy for Tweety |
| 63  | Hasenplage                               | (Bowery Bugs, Mouse Meets Bird (Little Roquefort), King Tut’s Tomb (Heckle und Jeckle), Who Scent You?) |
| 64  | Eiskalt serviert                         | The Abominable Snow Rabbit, Backyard Buzzards (Blast-Off Buzzard), Dog Tales, Putty Tat Trouble |
| 65  | Mr. Hyde im neuen Kleid                  | Hyde and Hare, Friday the 13th (Little Roquefort), Hyde and Go Tweet, Hot Cross Bunny |
| 66  | Liebe und andere Triebe                  | Lighter Than Hare, Dog Gone Modern (Hoppy Daze), Three Is A Crowd (Little Roquefort), Touché and Go |
| 67  | Reif für die Insel                       | Rabbitson Crusoe, Seasick Sailors (Little Roquefort), The Intruders (Heckle und Jeckle), Muzzle Tough |
| 68  | Bühnenreif                               | Rabbit of Seville, (A Bear for Punishment, Terrier-Stricken, A Kiddies Kitty) |
| 69  | Feuerwerke                               | Hare-Less Wolf, Bulldozing the Bull (Heckle und Jeckle), A Peck o’ Trouble, Tom Tom Tomcat |
| 70  | Traumtänzer                              | Water, Water Every Hare, Good Mousekeeping (Little Roquefort), The Rainmakers (Heckle und Jeckle), Tweet and Lovely                                                                                            |
| 71  | Festspieljagd                            | (What’s Opera, Doc?, Two Crows from Tacos, Pappy’s Puppy, Leghorn Swoggled) |
| 72  | Heut’ trügt der Schein                   | A Witch’s Tangled Hare, Banty Raids, Don’t Axe Me, The Old Grey Hare später durch Fowl Weather ersetzt |
| 73  | Sensationen unter der Zirkuskuppel       | Big Top Bunny, The Mite Makes Right (Noveltoons), Circus Comes To Clown (Screen Songs), Pop ’im Pop! |
| 74  | Auf den Leim gegangen                    | Foxy by Proxy, Ten Pin Terrors (Heckle und Jeckle), Mouse Menace (Little Roquefort), A Bird in a Bonnet |
| 75  | Rauchende Colts                          | Wild and Woolly Hare, Runaway Mouse (Little Roquefort), Dog Gone South, Room and Bird |
| 76  | Zauberblech und Entenschrot              | Knight-Mare Hare, Woolen Under Where, The Jet Cage, Daffy’s Inn Trouble |
| 77  | Örtlich betäubt                          | Dr. Devil and Mr. Hare, The Haunted Cat (Little Roquefort), Bell Hoppy, A Star Is Bored |
| 78  | Volltreffer                              | People Are Bunny, Blue Plate Symphony (Heckle und Jeckle), City Slicker (Little Roquefort), Tweet Zoo |
| 79  | Zurück zur Natur                         | Horse Hare, Tweet Tweet Tweety, Tease for Two, Really Scent |
| 80  | Früchte des Zorns                        | From Hare to Heir, Fish and Slips, The Fox Hunt (Heckle und Jeckle), Prescription For Percy (Little Roquefort)                                                                                                 |
| 81  | Manche Köche verderben den Brei          | Bill of Hare, Mouse & Garden (Little Roquefort), Satisfied Customers (Heckle und Jeckle), Catty Cornered |
| 82  | Buntes aus dem Osternest                 | Rabbit Rampage, Bugs Bunny’s Easter Special (TV-Special) |
| 83  | Aktenzeichen unbekannt                   | Bugs and Thugs, A Merry Chase (Heckle und Jeckle), The Unexpected Pest, Fast Buck Duck |
| 84  | Wundervoll in Dur und Moll               | Show Biz Bugs, Musical Madness (Little Roquefort) (Bulldozing the Bull (Heckle und Jeckle)), Off to the Opera (Heckle und Jeckle), Hare-Abian Nights                                                           |
| 85  | Spuren im Schnee                         | 8 Ball Bunny, Two Scent’s Worth, Flop Secret (Little Roquefort) (The Intruders (Heckle und Jeckle)), Snow Business                                                                                             |
| 86  | Lügengeschichten                         | His Hare Raising Tale, The Uninvited Pests (Heckle und Jeckle), Pastry Panic (Little Roquefort) (King Tut’s Tomb (Heckle und Jeckle)), To Hare Is Human                                                        |
| 87  | Rollenwechsel                            | Hare Brush, Hypnotized (Little Roquefort) (Happy Go Lucky (Heckle und Jeckle)?), Moose on the Loose (Heckle und Jeckle), Tweety and the Beanstalk                                                              |
| 88  | Nur Fliegen ist schöner                  | Hare-Way to the Stars, Crows’ Feat, Aqua Duck, Piker’s Peak |
| 89  | Heiss entflammt und kühl gebadet         | Rabbit Romeo, Rival Romeos (Heckle und Jeckle), The Cat’s Revenge (Little Roquefort) (Ups an’ Downs Derby (Noveltoons)), Beanstalk Bunny                                                                       |
| 90  | Rette sich wer kann                      | (Operation: Rabbit, The Daffy Duckaroo, Ant Pasted, Stork Naked) |
| 91  | Massenweise Niedrigpreise                | Rebel Rabbit, No Sleep For Percy (Little Roquefort) (Wild Life (Heckle und Jeckle)?), Bargain Daze (Heckle und Jeckle), Daffy’s Southern Exposure                                                              |
| 92  | Qual der Wahl                            | Rabbit Seasoning, Much Ado About Nutting, Easy Peckin’s, Tweety’s Circus |
| 93  | Auf den Hund gekommen                    | Lumber Jack-Rabbit, A Sheep in the Deep, Sleepy Time Possum, The EGGcited Rooster |
| 94  | Aufs Glatteis geführt                    | (Frigid Hare, A Street Cat Named Sylvester, Weasel While You Work, Freezin’ and Sneezin’ (Blast-Off Buzzard))                                                                                                  |
| 95  | Hübsch garniert und schnell serviert     | Shishkabugs, Gopher Broke, The Lion’s Busy, Tweet Dreams |
| 96  | Spielernaturen                           | This Is a Life?, Early to Bet, Spy in the Sky (Blast-Off Buzzard), The High and the Flighty |
| 97  | Vater sein dagegen sehr                  | Apes of Wrath, Strife with Father, Mouse-Placed Kitten, A Broken Leghorn |
| 98  | Einer wird gewinnen                      | Ballot Box Bunny, A Mutt in a Rut, Mixed Master, Tree Cornered Tweety |
| 99  | Spektakel in allen Lebenslagen           | (Circus Comes To Clown (Screen Songs), Greedy for Tweety, Catty Cornered, What’s Up Doc?) |
| 100 | Irrungen und Wirrungen                   | (Three Is A Crowd (Little Roquefort), Seasick Sailors (Little Roquefort), Mouse Meets Bird (Little Roquefort), Friday the 13th (Little Roquefort)) (Hoppy Daze, Muzzle Tough, Who Scent You?, Hot Cross Bunny) |
| 101 | Von Pechvögeln und glücklichem Federvieh | (A Star Is Bored, Tweet Zoo, A Bird in a Bonnet, Room and Bird) |
| 102 | Wüstensturm und Schneetreiben            | (Hare-Abian Nights, Tweet and Lovely, Snow Business, Prescription For Percy (Little Roquefort)) |
| 103 | Geistesgrössen und Riesen                | To Hare Is Human, Tweety and the Beanstalk, Beanstalk Bunny, Daffy’s Southern Exposure |

Anmerkung: In Klammern gesetzte Titel-Angaben stammen meist von Fernsehserien.de und sind möglicherweise nicht immer korrekt.